# مهرجان وهران الدولي للفلم العربي 2024
مهرجان وهران الدولي للفيلم العربي 2024 وكان إفتتاح المهرجان في طبعته 12 يوم 04 أكتوبر 2024 وأختتم يوم 10 أكتوبر2024 وعاد المهرجان بعد إنقطاع دام ستة سنوات  حيث شاركت الدول العربية في المهرجان بـ 60 فيلم عالج مختلف القضايا السياسية والإجتماعية للعالم العربي .

## لجنة الحكام

### الأفلام الروائية
|    | الحكام       |          |                                              |
| -- | ------------ | -------- | -------------------------------------------- |
| 01 | بسام الذوادي | العراق   | Bassam Al-Thawadi, Bahrain TV - Sep 21, 2020 |
| 02 | هناء العمير  | السعودية |                                              |
| 03 | كاتيا غريكو  | إيطاليا  |                                              |
| 04 | رشيد بن حاج  | الجزائر  |                                              |
| 05 | سامي بوعجيلة | تونس     | Sami Bouajila Cannes 2009                    |

|    | الحكام       | البلد   |
| -- | ------------ | ------- |
| 01 | نضال الملوحي | الجزائر |
| 02 | ليالي بدر    | الأردن  |
| 03 | جود سعيد     | سوريا   |

### الأفلام الوثائقية
|    | الحكام           |                |
| -- | ---------------- | -------------- |
| 01 | عباس فاضل        | Abbas Fahdel03 |
| 02 | مهند لمين        |                |
| 03 | مادلين روبيرت    |                |
| 04 | أمين بوخريص      |                |
| 05 | عبد الكريم قادري |                |

### لجنة النقاد
|    | النقاد     | البلد   |
| -- | ---------- | ------- |
| 01 | توفيق حاكم | الجزائر |
| 02 | قيس قاسم   | العراق  |
| 03 | أمل الجمل  | مصر     |

## الجوائز

### الأفلام الروائية
|                | الفيلم          | المخرج         | البلد    |
| -------------- | --------------- | -------------- | -------- |
| الوهر الذهبي   | مندوب الليل     | علي الكلثمي    | السعودية |
| الوهر الفضي    | المرهقون        | عمرو جمال      | اليمن    |
| الوهر البرونزي | بغداد ميسي      | سهيم عمر خليفة | العراق   |
| لجنة النقاد    | أرض الإنتقام    | أنيس جعاد      | الجزائر  |
| تنويه          | الكابيتانا      | حسام سانسا     | تونس     |
| أحسن ممثل      | أرض الإنتقام    | سمير الحكيم    | الجزائر  |
| أحسن ممثلة     | إن شاء الله ولد | منى حواء       | الأردن   |

| الجائزة      | المخرج                        | الفيلم                        | البلد                |
| ------------ | ----------------------------- | ----------------------------- | -------------------- |
| الوهر الذهبي | مروان لبيب                    | ليني أفريكو                   | تونس                 |
| لجنة التحكيم | أحمد عماد                     | نحن بحاجة إلى مسارات كونية    | مصر                  |
| تنويه        | - باقر الربيعي - الأخوان طلبة | - عبور - والدك ....على الأرجح | - العراق - موريتانيا |

### الوثائقي
| الجائزة                    | الفيلم              | المخرج    | البلد   |
| -------------------------- | ------------------- | --------- | ------- |
| الوهر الذهبي للفيلم الطويل | مطاردة الضوء المبهر | ياسر كساب | سوريا   |
| الوهر الذهبي للفيلم القصير | طحطوح               | محمد والي | الجزائر |

## وصلات خارجية
- مهرجان وهران الدولي للفيلم العربي

لا توجد روابط لمواقع التواصل الاجتماعي.